# František Karel Kolár
František Karel Kolár (29. ledna 1829 Zahájí (obec Lesná u Tachova) – 4. prosince 1895 Praha), někdy uváděný i jako Kolář, byl český herec, režisér a výtvarník, významná postava českého divadla 70. a 80. let 19. století.

## Život
Narodil se v obci Waldheim na Tachovsku (po 2. světové válce přejmenovaná na Zahájí, zanikla r. 1952) v rodině finančního úředníka. V osmi letech mluvil výhradně německy, česky se začal učit až v Praze, kde si jeho otec zřídil módní závod. Po studiích na německém gymnáziu v Praze absolvoval v letech 1845 – 51 pražskou malířskou akademii. Během studia hrál ve Švestkově ochotnickém divadle v Mikulášském domě. Zlom v jeho kariéře nastal 30. listopadu 1851, kdy ho strýc Josef Jiří Kolár uvedl do Stavovského divadla. Určitou dobu mu ale trvalo, než získal zkušenost a přesvědčil vedení divadla, že dokáže i náročnější úlohy. První, nepříliš atraktivní rolí byl pán z Nemanic v Claurenově veselohře Amerikánský ženich aneb Brambory na loupačku. Velkou příležitost dostal roku 1852 v Shakespearově hře Večer tříkrálový aneb Cokoli chcete, když původně obsazený herec Grabinger kvůli sporu s ředitelem nečekaně opustil soubor. Tehdy teprve nadřízení poznali jeho talent a získali důvěru, že zvládne i náročné charakterní role. V letech 1854–58 hrál v řadě dalších Shakespearových dramat.
V 60. letech přešel Kolár do Prozatímního divadla a dobře se uplatnil v salonní veselohře v rámci čtveřice Kolár – Šamberk – Pešková – Čermáková. Jako známý herec pak hrál různé významné úlohy, komické i tragické. Patřil k nim např. Václav I. (Stroupežnického Velký sen), šašek (Král Lear), Polonius (Hamlet) a Napoleon (Bozděchův Světa pán v županu). Podle Jana Nerudy (v článku v Osvětě z roku 1876) sledoval každou postavu do detailu a nechal ji přirozeně se vyvíjet; svým talentem obsáhl velkolepý okruh úloh, ve kterém se střídali bohatí a chudí, obyvatelé měst i venkova, veselí i smutní, kladní i záporní. Jednou z nejlepších postav jeho realistického repertoáru byl švec Habršperk v Našich furiantech.
V divadle hrál Kolár čtyřicet let; jeho poslední dvě role před odchodem do důchodu v roce 1891 byly Kryštof ze Švamberka (Zvíkovský rarášek) a Mikuláš Dačický (Paní mincmistrová, obě hry od Stroupežnického). I v posledních letech života se občas objevoval na jevišti.
Jak v Prozatímním, tak i později v Národním divadle působil od roku 1866 také jako úspěšný režisér. Po odchodu strýce Josefa Jiřího Kolára se stal vrchním režisérem činohry, opery i baletu. V letech 1873 – 74 byl i ředitelem Prozatímního divadla. Jeho specialitou bylo aranžování živých obrazů; nejvíc se jich odehrálo během Jubilejní výstavy r. 1891. Národopisné výstavy v roce 1895 se už nemohl aktivně zúčastnit ze zdravotních důvodů.
Kolár se uplatnil i jako kreslíř, ilustrátor a kostýmní výtvarník. Pro Humoristické listy nakreslil množství obrázků, včetně karikatur neoblíbených rakouských politiků Herbsta a Schmerlinga.
František Kolár byl ve své době uznávaný jako jeden z nejnadanějších herců s velkým vlasteneckým cítěním. Oceňována byla i jeho režie, při které využíval svého výtvarného nadání a vzdělání k aranžování působivých scén.
V soukromí byl velmi skromný, vyhýbal se veřejnému životu, dával přednost rodině. Svým sedmi dětem často hrával loutkové divadlo. Jeho manželkou byla dcera nápovědy Národního divadla Karla Martince. V roce 1882 vážně onemocněl, ale po vyléčení znovu intenzivně pracoval. Do penze odešel v roce 1892. Do roku 1895 vystupoval pohostinsky ve svých nejvýznamnějších rolích. V červnu 1895 ho na procházce v Chuchli ranila mrtvice a koncem téhož roku po dlouhé nemoci zemřel. Je pochován na Olšanských hřbitovech v Praze.